# Gonzalo O'Farrill y Herrera
Gonzalo O'Farrill y Herrera (né à La Havane, Cuba, en 1754 et mort en exil à Paris en 1831) est un aristocrate, un militaire et un homme d'État espagnol. 

## Biographie
Né à La Havane en 1754, il est le fils d'un certain O'Farrill y Arriola, d'ascendance à la fois irlandaise et  espagnole élevé à La Havane, sur l'île de Cuba. Une partie de ses ascendants sont des irlandais catholiques, du comté de Longford, installés par la Couronne britannique en 1713, à la suite des traités d'Utrecht, pour y faire venir des esclaves noirs qui sont employés dans les champs de canne à sucre (Par ses origines familiales, ce Gonzalo O'Farrill est le grand-oncle de l'auteure cubaine Maria de las Mercedes Santa Cruz y Montalvo). Jeune adolescent, sa famille s'installe à Paris. Souhaitant se destiner au métier des armes, il entre à  13 ans à l'école militaire de Sorèze (en France).
Mais un nouveau déménagement familial le conduit en Espagne. Il entre à l'Académie militaire d'Ávila, où il devient rapidement officier et professeur de mathématiques. Iil se voit ensuite  confier la direction de l'école militaire des cadets à El Puerto de Santa María (Cádiz).
Il épouse une veuve ayant déjà un enfant, Pedro Miguel (1781 - 1823). Ce fils a été aussi l'un des courtisans (en exil) éphémères du roi de Naples et, plus tard, d'Espagne, Joseph Bonaparte. Comme le deuxième nom de Pedro Miguel était Carassa, il est assez tentant d'en déduire que la femme d'O'Farrill appartenait sans doute à la famille « Carassa ».
Gonzalo devient aussi sous Charles IV d'Espagne, lieutenant général de l'armée royale espagnole, ministre plénipotentiaire représentant l'Espagne dans le royaume de Prusse sous le roi de Prusse Frédéric-Guillaume II de Prusse. En 1808, il est nommé ministre de la guerre sous le règne du roi Charles IV d'Espagne. De par la volonté de celui-ci, il devient membre et Président du « Concile suprême de l'Espagne » quand ce roi Charles IV d'Espagne se rend à Bayonne en France, autour de mars 1808 pour y rencontrer Napoléon.
Gonzalo O'Farrill y Herrera devient ponctuellement chef du gouvernement espagnol, pendant quelques jours, du 3 au 19 mars 1808, entre deux périodes au pouvoir de Pedro de Cevallos. Il se rallie ensuite, en mai 1808, à la cause de Joseph Bonaparte, imposé par Napoléon sur le trône d'Espagne pendant quelques années. Puis il est nommé de nouveau ministre de la guerre, et inclut également sous son autorité le ministère de la Marine.
Lorsque Joseph Bonaparte abdique du trône d'Espagne et quitte définitivement ce pays en 1813, le général O'Farrill passe la frontière et gagne la France avec son protecteur. Ses différents biens sont expropriés par le nouveau gouvernement espagnol. Il reconnaît toutefois le traité de Valençay en décembre 1813 et n'hésite pas à féliciter le nouveau roi d'Espagne, Ferdinand VII. Il lui propose de se mettre à ses ordres, mais ne reçoit pas de réponse. Restant dès lors à Paris, il abandonne les activités politiques et militaires, et tente de gérer les biens familiaux, y compris à Cuba.
Ferdinand VII le rétablit dans ses fonctions et dignités à la fin de ses jours, mais il reste à Paris. Il y publie avec un autre ancien ministre de Joseph Ier, Miguel José de Azanza, une défense argumentée de ses actions politiques entre 1808 et 1814. 1 560 exemplaires de ce livre sont publiés, un chiffre élevé pour l'époque, essentiellement lus au sein de la diaspora espagnole en France.
O'Farrill meurt à Paris en juillet 1831. Il est inhumé au cimetière du Père-Lachaise.

## La comtesse cubaine, Maria Teresa Montalvo y O'Farrill, sa nièce
Une bonne partie de la famille de Gonzalo O'Farrill y Herrera était restée à Cuba. Ainsi, la fille de sa sœur, Maria Teresa Montalvo y O'Farrill (1771 - 1812), était devenue à La Havane en 1783 la très jeune épouse de l'homme d'affaires hispano-cubain Joaquín de Santa Cruz y Cárdenas (1769 -  1807), 3e Comte de San Juan de Jaruco et 1er Comte de Mopox. Ayant quitté Cuba pour l'Espagne, Maria Teresa Montalvo O'Farrill a acquis une certaine notoriété à Madrid, en animant un salon littéraire comprenant des visiteurs comme le poète Manuel José Quintana et le peintre Francisco de Goya. Maria Teresa Montalvo O'Farrill devint veuve en 1807, avec deux très jeunes filles, désignées comme les filles «Santa Cruz».
Une rumeur veut qu'elle aurait eu une liaison, après la mort de son mari, avec le nouveau roi d'Espagne de la famille Bonaparte, Joseph Bonaparte, dont l'épouse Julie Clary (Marseille, 26 décembre 1771 - Florence, Italie, 7 avril 1845) a préféré pour sa sécurité rester en France avec leurs deux filles.
Elle quitte précipitamment le pays en 1813 quand les troupes napoléoniennes connaissent des défaites successives, provoquant l'abdication du trône d'Espagne de Joseph Bonaparte. Elle meurt à Paris en 1812. Sa fille Maria de las Mercedes Santa Cruz y Montalvo reste à Paris avec sa sœur, María Josefa de Santa Cruz y Montalvo (1791 - ?) marié à un autre afrancesado, Pedro Miguel (1781-1823), le fils du Général Gonzalo O'Farrill y Herrera.